# Li Chao Tao

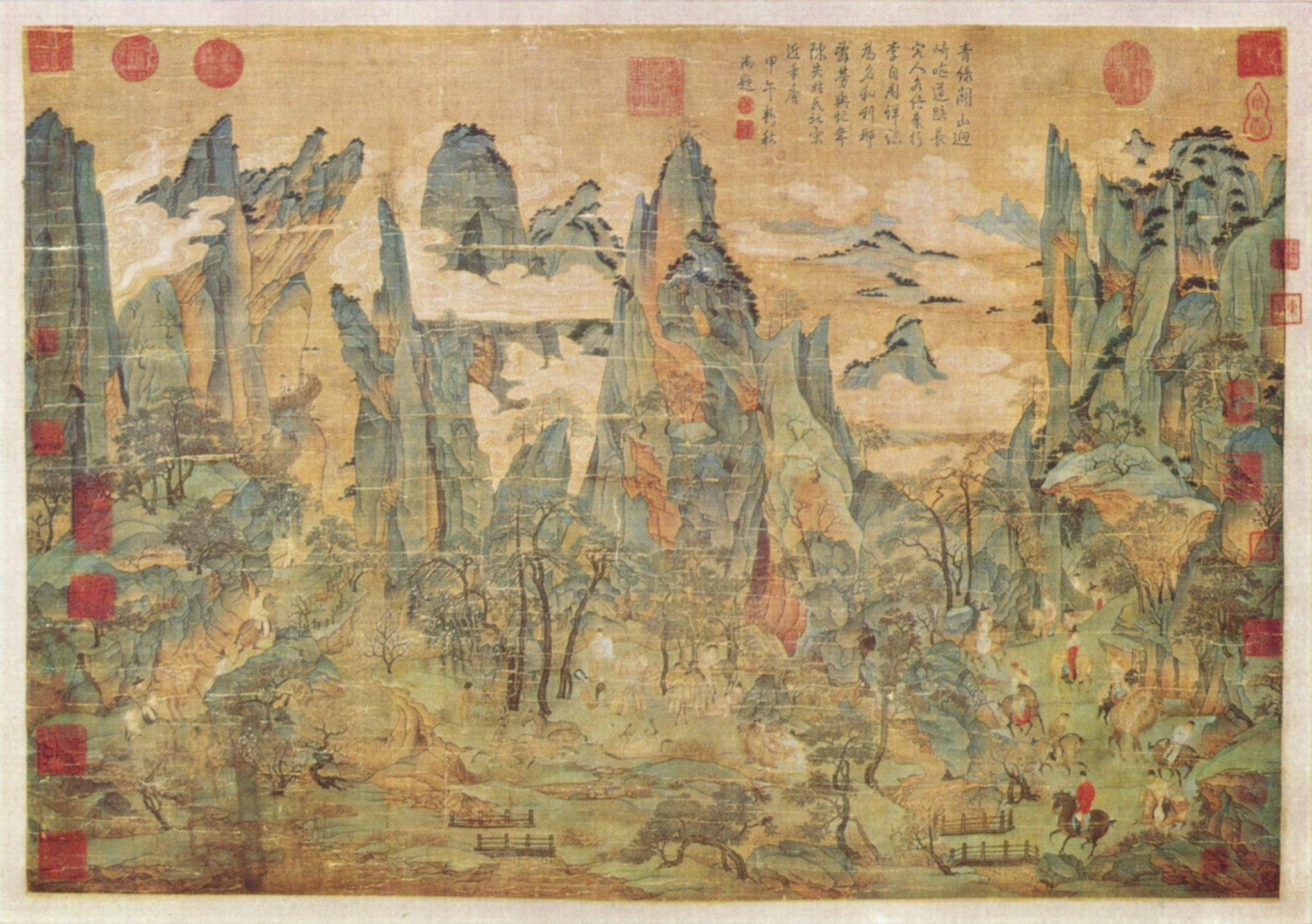
„Kaiser Ming-Huang auf einer Reise nach Shu“, entstanden um 700.

Li Chao Tao (Li Zhao Dao) (* um 670; † nach 730), war ein chinesischer Maler. Er gilt als einer der bekanntesten Vertreter der frühen chinesischen Landschaftsmalerei. Sein Werk „Kaiser Ming-huang auf einer Reise nach Shu“ ist als Kopie, womöglich ist es auch das Original, erhalten. Als Technik dieses Werkes wurde Tusche auf Papier verwendet. Es ist Teil der Sammlung des Nationalen Palastmuseums in Taiwan.